# 1,2-二(二甲基胂基)苯四羰基铬
1,2-二(二甲基胂基)苯四羰基铬是一种有机铬化合物，化学式为Cr(CO)4(diars)，其中diars为1,2-二(二甲基胂基)苯配体。它可由六羰基铬和diars在180 °C反应制得。有文献报道了它在二硫化碳溶液中的羰基伸缩频率。